# پاسکال ویتالی فوا
پاسکال ویتالی فوا استاد علوم کامپیوتر در مؤسسه پلی‌تکنیک فدرال لوزان، لوزان، سوئیس است.

## تحصیلات
وی مدرک مهندسی‌اش را از مدرسه پلی‌تکنیک پاریس، در سال ۱۹۸۴ و دکتری‌اش را در علوم کامپیوتر از دانشگاه اورسای در سال ۱۹۸۹ دریافت کرد. وی در سال ۱۹۹۶ به EPFL (مؤسسه فناوری فدرال سوئیس) پیوست. پیش از آن، وی در اس‌آرآی اینترنشنال و در INRIA سوفیا آنتی پولیس به‌عنوان دانشمند رایانه کار می‌کرد. علایق تحقیق او شامل مدل‌سازی شکل و بازیابی حرکت تصاویر، تجزیه و تحلیل تصاویر میکروسکوپی و واقعیت افزوده‌است.

## فعالیت
وی نویسندگی بسیاری از نشریات را در مجلات و کنفرانس‌های داوری تألیف برعهده داشته‌است. او چندین کمک هزینه ERC دریافت کرده‌است. در سال ۲۰۱۲، او به‌عنوان عضو مؤسسه مهندسان برق و الکترونیک به دلیل مشارکت در تئوری و عملکرد بازیابی شکل سه بعدی از تصاویر و دنباله‌های ویدئویی برگزیده‌شد.